# 施泰因巴赫 (維利希巴赫河支流)
50°44′53.59″N 7°9′52.16″E / 50.7482194°N 7.1644889°E

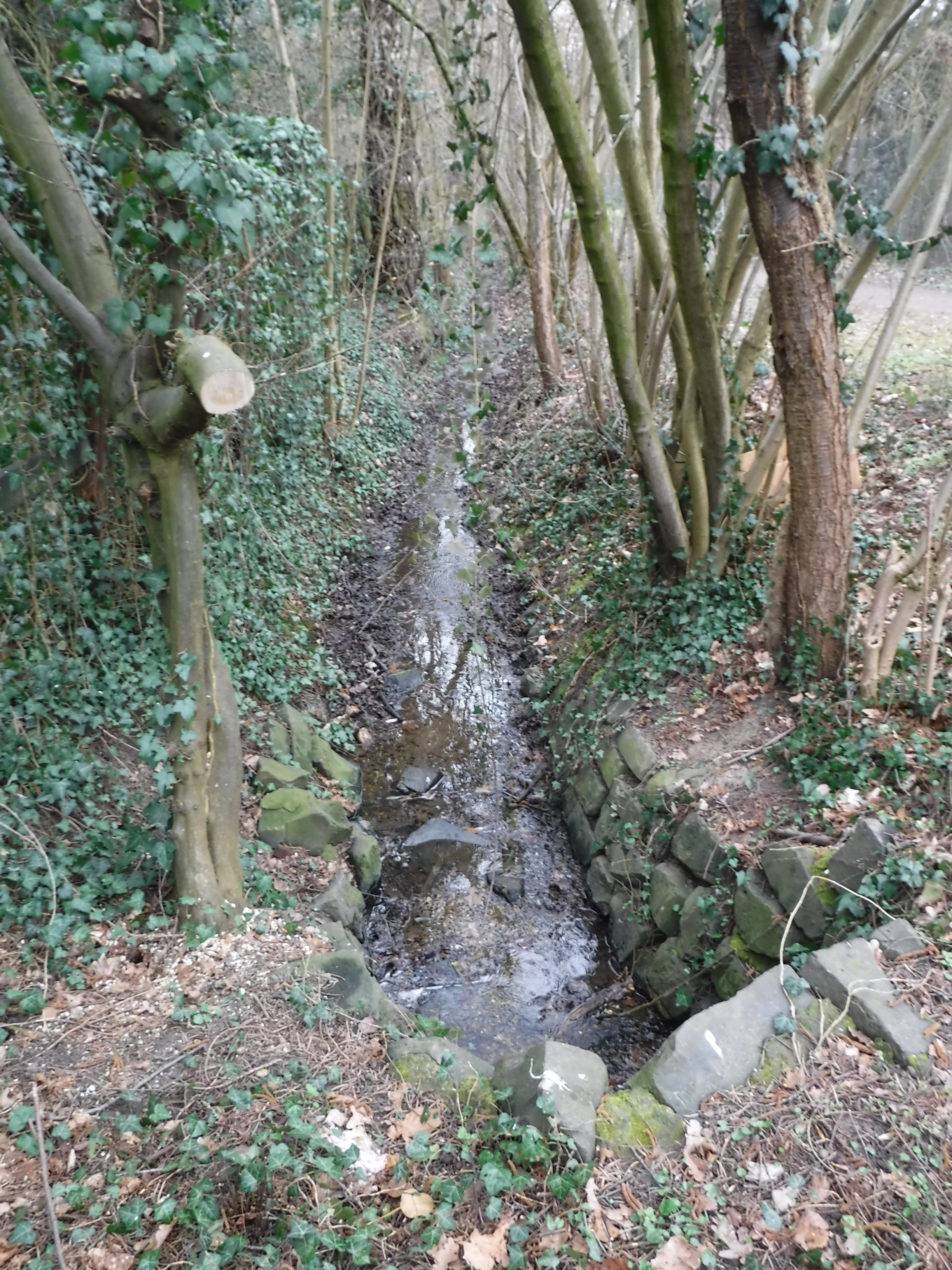

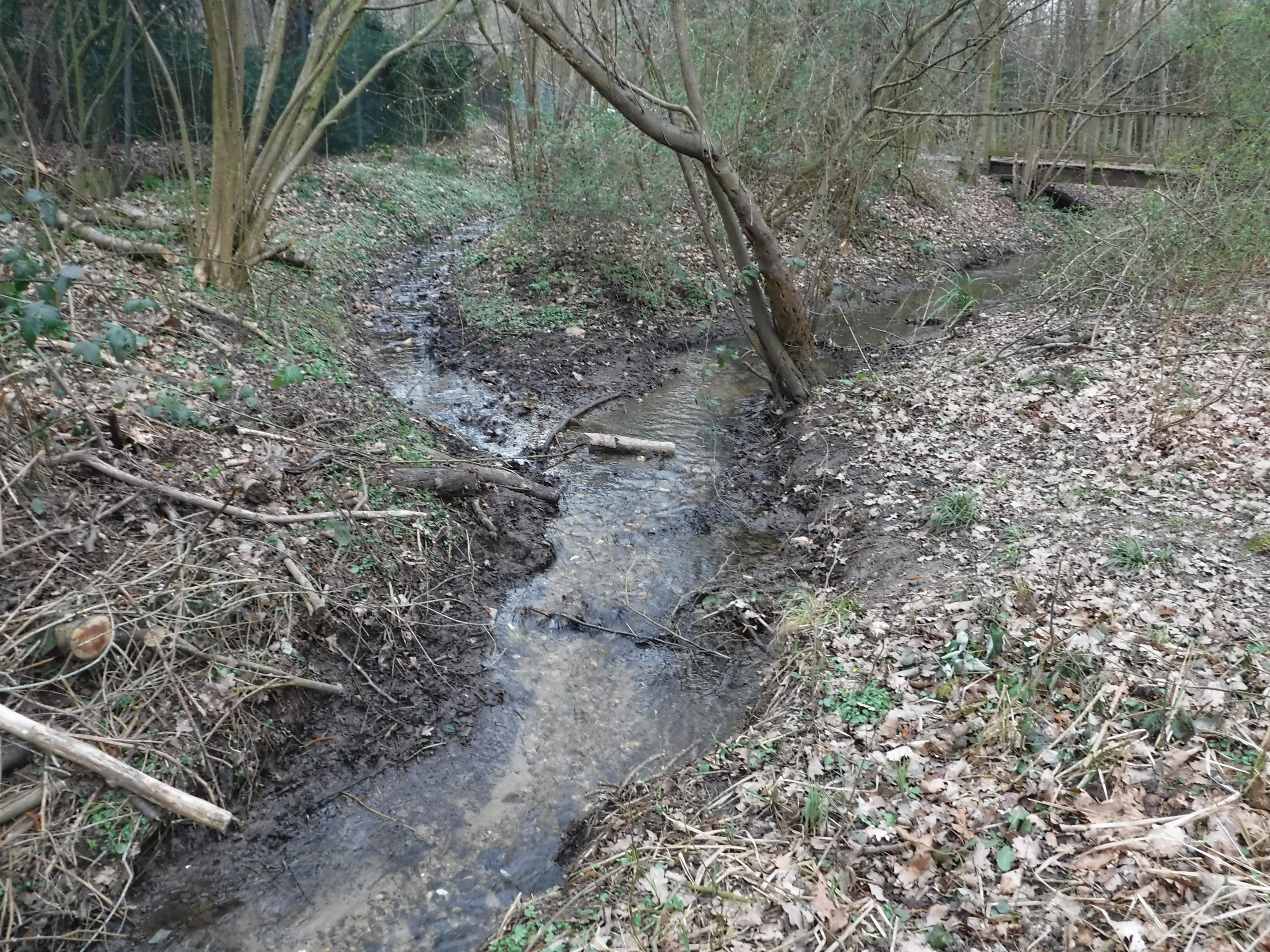

施泰因巴赫（德語：Steinbach），是德國的河流，位於該國西部，處於北萊茵-威斯特法倫州，屬於維利希巴赫河的右支流，河道全長1.5公里，流域面積0.2平方公里。